# 바람과 구름과 비 (2020년 드라마)
《바람과 구름과 비》는 2020년 5월 17일부터 2020년 7월 26일까지 방송된 TV조선 특별기획 드라마이다.

## 기획 의도
운명을 읽는 조선 최고의 역술가이자 명리를 무기로 활용하는 주인공의 아름다운 도전과 애절한 사랑, 그리고 그와 그의 사랑을 위협하는 킹메이커들과 펼치는 왕위쟁탈전을 담은 드라마

## 등장 인물

### 주요 인물
- 박시후 : 최천중 역 (아역: 강태우) - 조선 최고의 역술가이자 관상가
- 고성희 : 이봉련 역 (아역: 홍승희) - 신비의 예지력을 가진 천하절색의 미스터리녀
- 전광렬 : 흥선대원군 이하응 역 - 고종의 아버지.
- 성혁 : 채인규 역 (아역: 최정우) - 장동 김씨의 양자, 천중의 친구이자 적

### 장동 김씨 일가
- 김승수 : 김병운 역 - 김좌근의 아들
- 차광수 : 김좌근 역 - 장동 김씨 일가의 대표
- 윤아정 : 나합 역
- 한재영 : 김병학 역

### 궁궐 사람들
- 김보연 : 신정왕후 역 - 조대비. 순조 며느리이자 헌종의 모후
- 정욱 : 철종 역 - 조선 제 25대 국왕
- 이루 : 이하전 역
- 박정연 : 명성황후 민자영 역
- 신복숙 : 명성황후 어머니 역
- 박상훈 : 이재황 역 - 이하응의 차남

### 배오개 사람들
- 조복래 : 용팔룡 역
- 김주령 : 주모 역
- 한동규 : 적도사 진상 역
- 노형욱 : 팽구철 역

### 그 외 인물
- 박노식 : 만석 역
- 임현수 : 연치성 역 - 최천중의 오른팔이자 민자영을 최측근에서 지키는 황후의 든든한 호위무사
- 왕빛나 : 반달 역 - 옹주 이봉련의 엄마, 강화의 무녀
- 김정학 : 좌의정 조두순 역
- 허태희 : 임 종사관 역
- 최준영 : 안필주 역 - 흥선대원군 이하응의 호위무사
- 조영진 : 산수도인 역 - 천중의 스승
- 안수빈 : 단이 역 - 다모
- 나해령
- 강다은 : 송화 역 - 오라비의 과시 비용을 구하기 위해 기생이 된 인물, 월성루 기생.
- 전정일
- 손우혁
- 서동복 : 송진 역 - 송화의 오라비
- 정지환 : 영운군 이민 역 - 철종의 이복형의 아들
- 브루노 브루니 주니어
- 박준금 : 이덕윤 역 - 조선 최고의 거상
- 이해우 : 민승호 역 - 민자영의 오빠
- 빈찬욱 : 이재면 역 - 이하응의 장남
- 이해영 : 양헌수 장군 역
- 송부건 : 조영하 역 - 신정왕후 조씨의 친정 5촌 조카

### 특별 출연
- 김명수 : 최경 역 - 천중의 아버지
- 허성태 : 상복 역 - 관상감 출신의 조선 최고의 역술가
- 홍현희, 제이쓴 : 사기꾼 보부상 부부 역
- 임영웅 : 평민 역 - 사주 받는 가수 지망생
- 영탁 : 관리 역
- 이찬원 : 평민 역 - 사주 받는 가수 지망생
- 장민호 : 관리 역
- 이채윤 : 박낙원 역

## 촬영지
- 부여 성흥산성(가림성)
- 남원 광한루

## 참고 사항
- 윤아정, 전광렬은 MBC 주말드라마 《당신은 너무합니다》 이후로 3년 만에 재회하는 작품이다.

## OST
- Part.1 이루 - 바람과 구름과 비 (2020.05.17)
- Part.2 임형주 - 영원 (2020.05.31)
- Part.3 노틸러스 - 사랑이 번지고(The Destiny) (2020.06.07)
- Part.4 송소희 - 그대라는 계절 (2020.06.21)
- Part.5 임형주 - 천년을 하루같이 (2020.07.26)

## 연장
- 바람과 구름과 비 방영 분량이 20부작에서 1회 연장되어 21부작으로 연장 및 확정되었다. 첫방송을 5월 17일인 일요일에 시작해 일요일 종영을 맞추려는 의미도 있다고 밝혔다.[1]

## 같이 보기
- 바람과 구름과 비 (KBS, 1989년작)
- 대한민국의 텔레비전 드라마 목록 (ㅂ)
- 2020년 대한민국의 텔레비전 드라마 목록